# Meniscomorpha sotoi
Meniscomorpha sotoi là một loài tò vò trong họ Ichneumonidae.